# دبووا (استان اوپوله)
دبووا (به لهستانی: Dębowa) یک منطقهٔ مسکونی در لهستان است که در گمینا رنگسکا ویش واقع شده‌است.